# 徳島中央警察署
徳島中央警察署（とくしまちゅうおうけいさつしょ）は、徳島県警察が管轄する警察署の一つである。県内の筆頭署であり、署長の階級は警視正である。屋上にヘリポート（Rマーク）がある。
- 当署の刑事第一課長だった秋山博康（県警本部次長を経て、2021年3月31日定年退職）が全国的に有名でフジテレビ系列の警察密着ドキュメント番組「踊る!大警察24時」で多数の放送回に登場した。

## 所在地
- 徳島市徳島町一丁目5番地2

## 管轄区域
- 徳島市の一部
- 名東郡佐那河内村

## 沿革
- 1971年（昭和46年）8月10日 - 庁舎を徳島市徳島町城内2番地から同市中洲町一丁目18番地2に移転[1]。
- 1973年（昭和48年）
  - 4月3日 - 富田橋警察官派出所を廃止。
  - 12月20日 - 昭和町警察官派出所を徳島市昭和町三丁目1番地から徳島市昭和町七丁目28番地の3に移転。
- 1993年（平成5年）10月15日 - 沖浜警察官派出所を新設。
- 1995年（平成7年）4月1日 - 大原町駐在所を交番に変更。
- 2006年（平成18年）4月1日 - 吉野本町交番を廃止し、助任町交番に統合。
- 2017年（平成29年）8月9日 - 秋田町交番、新町交番を統合し、大道交番を新設。
- 2018年（平成30年）4月1日 - 徳島県徳島東警察署から徳島県徳島中央警察署に改称。
- 2019年（平成31年）4月1日 - 大原町交番を廃止し、津田町交番に統合。
- 2021年（令和3年）3月1日 - 庁舎を徳島地方裁判所の跡地である徳島市徳島町一丁目5番地2に移転。

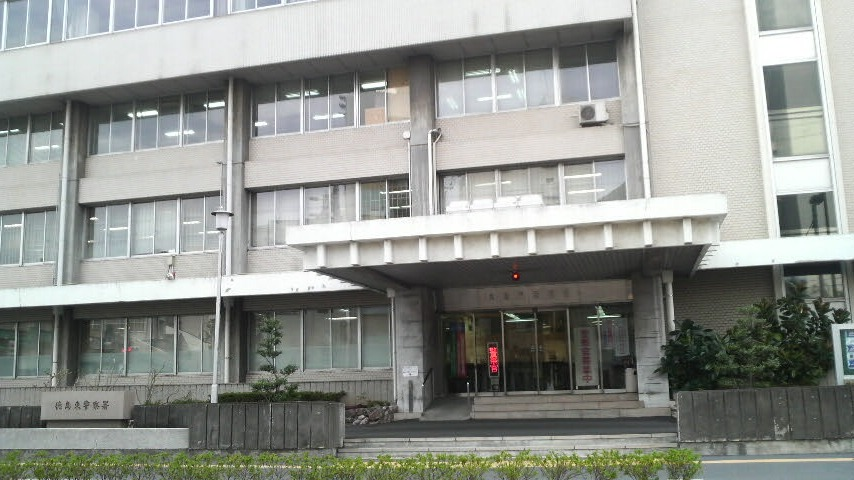
旧庁舎。
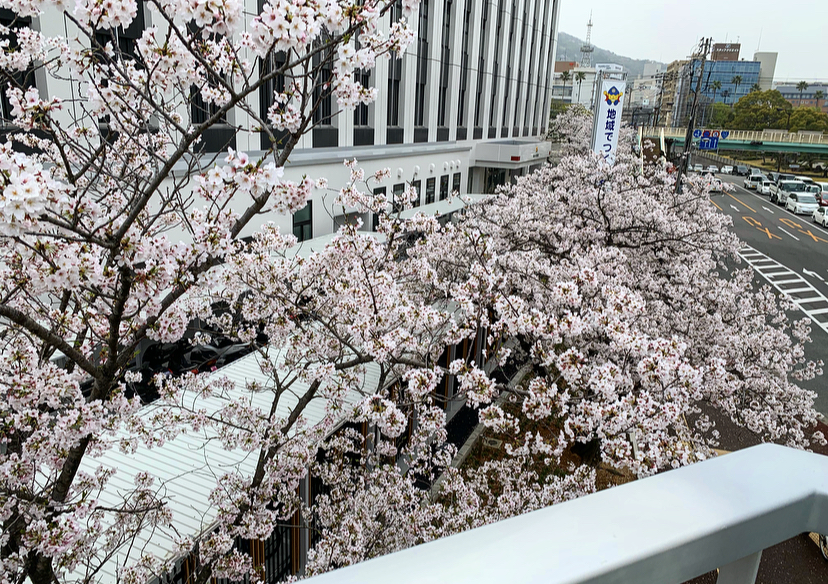
旧裁判所時代の桜が徳島中央警察署の移転後も残されている。

## 交番
- 福島交番（徳島市福島二丁目4番15号）
- 城東交番（徳島市城東町一丁目5番23号）
- 助任町交番（徳島市助任橋四丁目10番2地先）
- 徳島駅前交番（徳島市寺島本町東三丁目15番地の5）
- 両国橋交番（徳島市南内町一丁目4番地の3）
- 大道交番 (徳島市大道一丁目62番地中筋ビル1階)
- 昭和町交番（徳島市昭和町七丁目28番地の3）
- 津田町交番（徳島市津田西町二丁目3番17号）
- 八万交番（徳島市八万町内浜149番地の11）
- 沖浜交番（徳島市沖浜一丁目50番地の2）
- 西須賀町交番（徳島市西須賀町下中須20番地の8）

### かつてあった交番
- 吉野本町交番（徳島市吉野本町四丁目18番7）
- 沖洲交番（徳島市南沖州三丁目56番1）
- 秋田町交番（徳島市秋田町三丁目14番地）- 1970年設置
- 新町交番（徳島市新町橋一丁目4番地2） - 1971年設置
- 大原町交番（徳島市大原町千代ケ丸24番地の6）

## 駐在所
- 上八万町駐在所（徳島市上八万町下中筋181番地の2）
- 多家良町駐在所（徳島市多家良町小路地80番地の3）
- 佐那河内村駐在所（名東郡佐那河内村下字鯉ノ内20番地5）

## 警備艇
- 徳1 なると 12m型
- 徳2 かもめ 8m型